# Marie Louise Mignot
Marie Louise Mignot (francès: Marie-Louise Mignot)  (París, 12 de febrer de 1712 - París, 10 d'agost de 1790) va ser una figura literària francesa.

## Biografia
Era filla de la germana de Voltaire, Catherine Arouet (1686–1726) i Pierre-François Mignot, el seu marit (m. 1737). Després de la mort del seu pare, ja vidu, el 1737, Voltaire li va proporcionar un dot i ella es va casar amb l'oficial de subministrament de l'exèrcit, Nicolas-Charles Denis, donant lloc al seu nom de casada, Madame Denis. Després de la mort prematura del seu marit el 1744, va ser acollida per Voltaire, el seu oncle, i es va convertir en la seva mestressa, hostessa i companya. També va adoptar la seva protegida Reine Philiberte de Varicourt quan el matrimoni d'aquest últim amb Charles, marquès de Villette va caure en la seva homosexualitat.
No va seguir a Voltaire a la cort de Frederic II de Prússia, sinó que es va traslladar amb ell a Les Délices a Ginebra i després a Ferney, on van viure com a parella (tot i que Voltaire estava enamorat d'ella, no es van casar mai) fins a la mort de Voltaire el 1778, en què va heretar la majoria dels seus béns. Malgrat això, preferint la societat de París, va vendre el castell per tornar a París.
El Museu d'Art i d'Història de Ginebra conserva un retrat pastel de Marie-Louise Mignot fet per la seva germana després d'una pintura a l'oli atribuïda primer a Charles André van Loo després a François-Hubert Drouais.